# Le Dernier Combat de Mèmed le Mince
 (avril 2017).
Si vous disposez d'ouvrages ou d'articles de référence ou si vous connaissez des sites web de qualité traitant du thème abordé ici, merci de compléter l'article en donnant les références utiles à sa vérifiabilité et en les liant à la section « Notes et références ».
Le Dernier Combat de Mèmed le Mince (titre original : İnce Memed IV) est le dernier roman de la tétralogie des Mèmed de l'écrivain turc Yaşar Kemal. Publié en 1987 en Turquie, il fait suite au Retour de Mèmed le Mince.